# Paraskevi Tsiamita
Paraskevi Tsiamita (Volos, Grecia, 10 de marzo de 1972) es una atleta griega, especializada en la prueba de triple salto, en la que llegó a ser campeona mundial en 1999.

## Carrera deportiva
En el Mundial de Sevilla 1999 ganó la medalla de oro en triple salto, con un salto de 14.88 metros, quedando en el podio por delante de la cubana Yamilé Aldama y de su compatriota la también griega Olga Vasdeki.